# Humberto Flores
Humberto Flores es un torero mexicano nacido en Ocotlán, Jalisco el 14 de enero de 1968.
Matador con una larga trayectoria en el toreo en México. Inició su actividad taurina a los nueve años. Su presentación como novillero se realizó el 9 de agosto de 1982, etapa en la cual realiza 75 festejos, que se acumulan a las 45 participaciones como becerrista. Alumno de los Matadores Jesús Sanchéz "El Azteca" y Heriberto García.
El 14 de noviembre de 1993 toma la alternativa en la Plaza de Toros Alejandra de Durango. Su padrino es el Matador Jorge Gutiérrez y como testigo asiste Eulalio López "El Zotoluco". Confirma la alternativa en la Plaza México el 30 de enero de 1994 con Guillermo Capetillo como Padrino y Jesulín de Ubrique, como testigo.
Ha sufrido 7 cornadas, una de ellas muy grave con daño de la vena safena. Es un torero de gran capacidad inventiva, con quites de su creación como "La Florentina", "El Jazmín", "El Capullo", "El Zarape" y otros.
El Matador Humberto Flores ha sido distinguido con varios premios a lo largo de su carrera: Premio a la mejor estocada (temporada 94/95), Pluma de Oro, Crónica de Oro y la revelación de la temporada 93/94. El Estoque de Oro, El Escapulario y el premio de Televisa Deportes a la figura taurina en 2004, y triunfador de la temporada 2007-2008 de la Monumental Plaza México.

## Logros por años
- 1994: Corta su primera oreja en la Monumental Plaza México al toro Arenero de la Ganadería Garfias el 22 de mayo.

- 1999: Salida en hombros de la Monumental de México el 14 de febrero.

- 2001: lidia en México el 4 de marzo. Veracruz el 2 de septiembre. Corta dos orejas en la Monumental, el 4 de octubre. Corta tres orejas en Nuevo Laredo, el 25 de noviembre.

- 2002: corta tres orejas en Chiapas, el 13 de enero.

- 2004: lidia toros en México, el 22 de febrero. Corta oreja en la Monumental de México, el 29 de febrero. Corta tres orejas en Monterrey, el 25 de marzo. Lidia toros en México, la tarde del 8 de abril. Corta dos orejas en Coahuila, el 5 de diciembre. Corta dos orejas en la Monumental de México (26 de diciembre].

- 2005: corta oreja en la Monumental de México (9 de enero). Lidia toros en Monclova (Coahuila), el 17 de abril. Corta oreja en San Pedro Xalostoc (4 de julio). Corta oreja en Tehuacán (31 de julio). Torea en La Monumental de México la tarde del 11 de diciembre. Corta oreja en La Monumental de México (25 de diciembre).

- 2006: dos orejas en San Pablo de Tecalco (México) el lunes 30 de enero. Corta oreja en La Monumental de México el 19 de febrero. Recibe 4 orejas el 18 de marzo en San Juan Teotihuacán. Corta orejas y rabo el 19 de marzo en San José Villa de Allende. Corta tres orejas en Tecámac (México) la tarde del 30 de abril.

- 2007: Corta una oreja en la Monumental Plaza México el domingo 30 de diciembre dentro de la temporada 2007-2008.

- 2008: Corta dos orejas el toro Gallito de la Ganadería de San José, el 3 de febrero en el primer festejo del 62 aniversario de la Monumental Plaza México, salida en hombros por la Puerta Grande. Dos orejas, vuelta al ruedo y salida en hombros en la Feria de Texcoco. Confirma su alternativa en Las Ventas, Madrid, el 24 de agosto donde recibe ovación y silencio.

- 2009: Dos orejas en la temporada de la Plaza México. El 11 de enero de 2009 recibe una cornada grave y grande según el Doctor Rafael Vázquez Bayod, jefe de los servicios médicos de la Monumental Plaza.